# باغ‌سازی

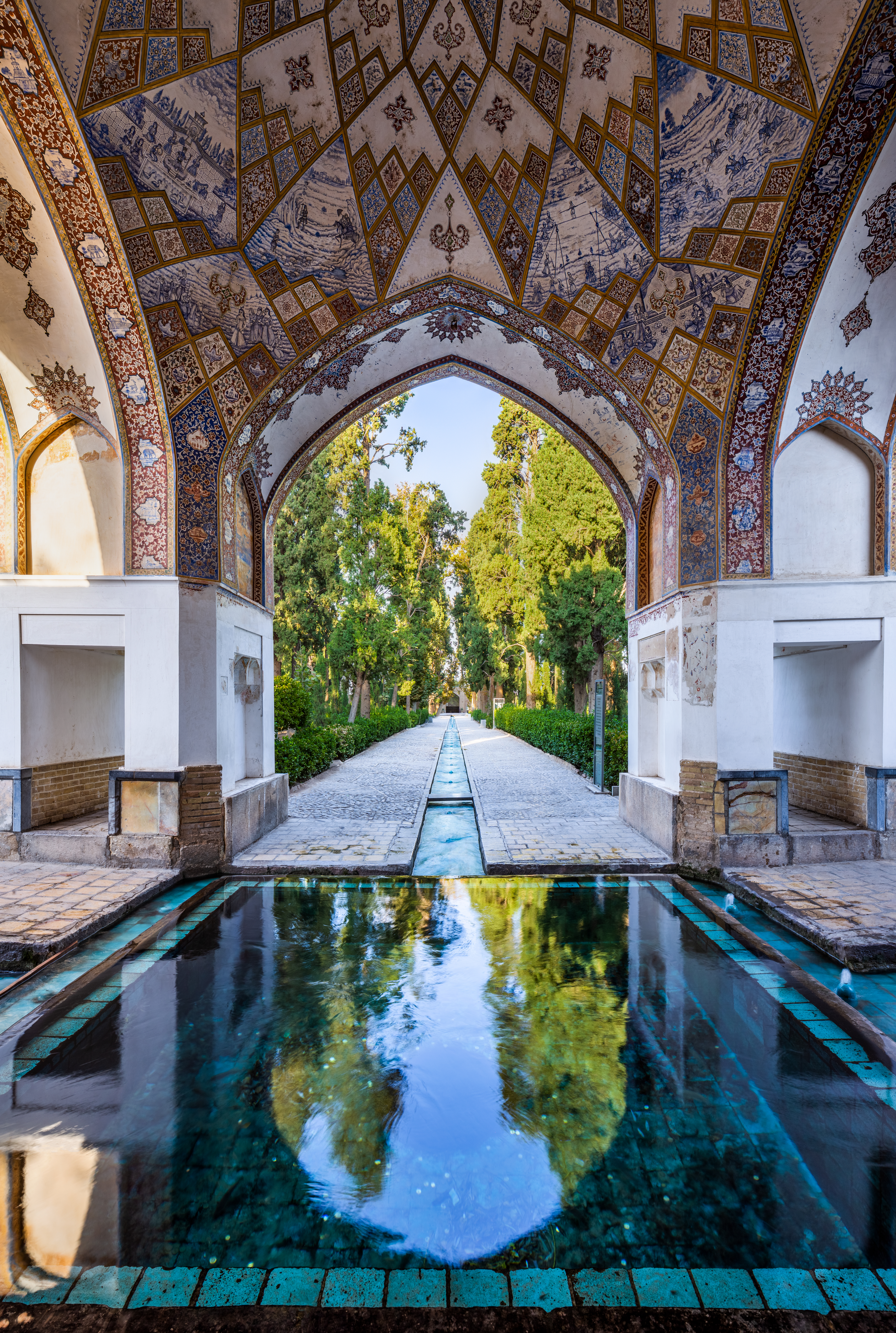
تصویری از یک کوشک در باغ فین، کاشان.

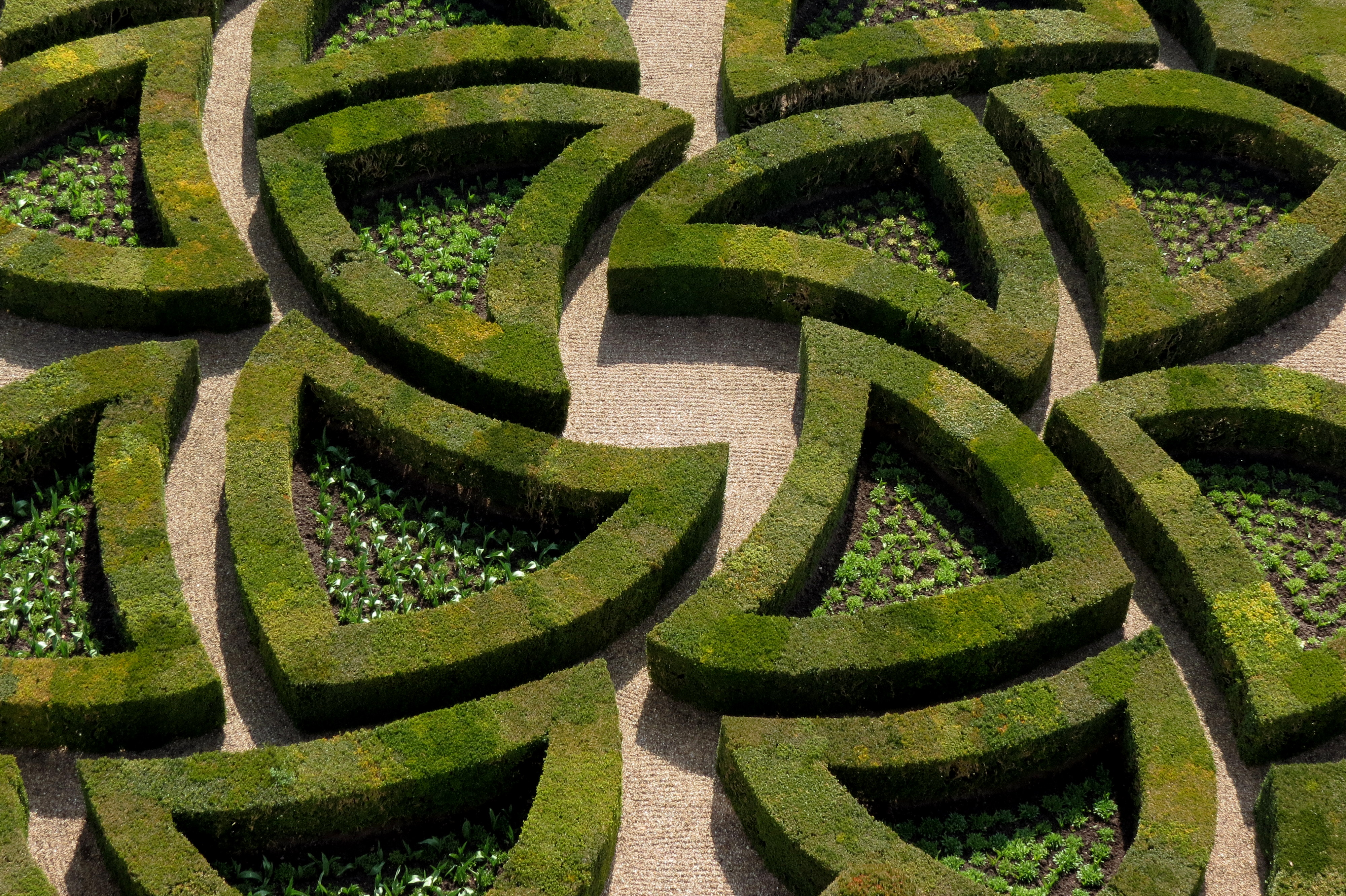
نگاره‌ای از طرح برودری در باغ فرانسوی شاتو دِ ویلاندری (en) در کمون ویلاندری، فرانسه.

باغ‌سازی، هنر ترکیب عناصر معماری، عناصر گیاهی و نمایش آب بر اساس مؤلفه‌های طراحی باغ است. باغ‌سازی در تاریخ جهان سابقه دیرینه‌ای دارد. نمونه‌هایی از سبک‌های مختلف باغ‌سازی را می‌توان در باغ ژاپنی، باغ ایرانی، باغ انگلیسی، باغ فرانسوی و باغ ایتالیایی مشاهده کرد.